# Кожан Ігор Володимирович
Ігор Володимирович Кожан (нар. 17 січня 1953, м. Львів) — український архівіст, культурно-громадський діяч. Генеральний директор Національного музею у Львові імені Андрея Шептицького (від 2005).
Кавалер ордена «За заслуги» III ступеня (2022), заслужений працівник культури України (2006), заслужений діяч культури Польщі (2014). Член Українського національного комітету Міжнародної ради музеїв (ІСОМ).

## Життєпис
Ігор Кожан народився 17 січня 1953 року у Львові.
Навчався у Львівській спеціалізованій середній школі № 8. Закінчив Ужгородський державний університет (1979, спеціальність — історик), Державну академію керівних кадрів культури і мистецтв (2008).
Навчаючись на історичному факультеті Львівського державного університету імені Івана Франка, потрапив під хвилю репресій, розгорнених владою проти національно свідомих діячів науки та освіти (1972—1973); за участь у дисидентському студентському гуртку був відрахований з університету (1973) з формулюванням за «поведінку, не гідну звання радянського студента».
У 1973—1975 роках проходив строкову службу в лавах Радянської армії.
Працював лаборантом відділу музеєзнавства (1975—1976), старшим лаборантом відділу карпатознавства (1976—1980) Музею етнографії та художнього промислу АН УРСР, молодшим науковим співробітника Львівського відділення Інституту мистецтвознавства, фольклору і етнографії імені М. Рильського АН УРСР (1980—1984), вихователем і викладачем суспільних дисциплін Львівського кінотехнікуму (1985—1988).
Вільно володіє німецькою та польською мовами.

### Національний музей у Львові
Працює у Національному музеї у Львові імені Андрея Шептицького: молодший науковий співробітник (1988), завідувач сектору народного мистецтва (1989—1990), учений секретар (1990—1991), заступник директора з наукової роботи (1991—1994), керівник відділу виставково-експозиційної та науково-освітньої роботи (1994—2005), генеральний директор (від 2005 донині).
Перебуваючи на крайній посаді:
- активний учасник заходів щодо повернення до музею викрадених (1984) із фондосховища Вірменського собору трьох пам'яток іконопису (2011, 2012)[3][5];
- з нагоди 100-ліття з часу створення музеєві було надано статус «національного» з іменуванням «Національний музей у Львові імені Андрея Шептицького» (2005)[5];
- опрацьовував фондові зібрання, залучався до науково-пошукових експедицій Львівщиною та Тернопільщиною[2];
- музей отримав у дарунок колекцію творів і архів Г. Горюн-Левицької (Канада)[2][5][7], мистецьку колекцію І. Носик (США), архіви С. Гординського (США), В. Поповича (Франція), А. Лісікевича (США)[3];
- автор та співавтор 400 виставок; низки каталогів мистецьких виставок та наукових видань та альбомів з музейної справи та мистецтвознавства[2][5].

Створив на Львівщині музеї, які на той час функціонували на правах відокремлених відділів Національного музею у Львові: музею Устияновичів (с. Вовків Львівського району), Михайла Біласа (м. Трускавець), музею Леся Курбаса, музею «Бойківщина» (відновлено діяльність) та Дитячої картинної галереї (м. Самбір).
У 1991 році увійшов до ініціативної групи з ліквідації Львівського відділення Центрального музею В. Леніна та з передання будинку Науково-мистецькій фундації — Національний музей у Львові (тодішня назва інституції). Виступив співкуратором облаштування експозиційного простору в новонабутій будівлі (1991—1993).
Сприяв розвитку міжнародних відносин із музейними та науковими закладами Польщі, Литви, Чехії, Румунії, Австрії, Франції, Італії, Німеччини, Мексики, Канади, США.

### Культурно-громадська діяльність
Голова Музейної ради при Міністерстві культури України (2010—2012), Державної екзаменаційної комісії на історичному факультеті Львівського національного університету імені І. Франка (2010—2015).
Співзасновник та член Благодійного фонду «Артес». Член Громадської ради «Святий Юр», наглядової ради Львівської національної академії мистецтв.
Член оргкомітетів при Курії Львівської Архієпархії УГКЦ з нагоди святкування 200-ліття відновлення Галицької Митрополії та утворення Львівської Архієпархії; зі спорудження пам'ятників митрополитові Андрею Шептицькому (2012—2015), о. Омелянові Ковчу (2012, м. Перемишляни, Львівська область). Співкуратор мистецької акції «200-ліття Галицької Митрополії» (2007).

## Нагороди та відзнаки
- орден «За заслуги» III ступеня (23 серпня 2022) — за значні заслуги у зміцненні української державності, мужність і самовідданість, виявлені у захисті суверенітету та територіальної цілісності України, вагомий особистий внесок у розвиток різних сфер суспільного життя, відстоювання національних інтересів нашої держави, сумлінне виконання професійного обов'язку[9];
- заслужений працівник культури України (23 березня 2006) — за вагомий особистий внесок у розвиток національної культури і мистецтва, вагомі творчі здобутки і високий професіоналізм[10];
- заслужений діяч культури Польщі (2014)[3][11];
- премія Паскуале Ротонді XXV випуску в категорії «Світова премія-2023» — за збереження мистецької спадщини[12];
- почесна відзнака «За багаторічну плідну працю в галузі культури» (2005)[3];
- відзнаки «90-річчя проголошення Західноукраїнської Народної Республіки»[5], Міжнародного дитячого фестивалю «Золотий мольберт» (обидві — 2008)[3];
- гранпрі фестивалю музейників на базі історичного музею ім. Д. Яворницького (2008, м. Дніпро)[3];
- почесні грамоти: Міністерства культури України (2002), Львівської ОДА (2009)[5], Архієпископа та митрополита Львівського Ігоря Возняка (2008, 2013, 2015), Міжнародного форуму видавців «За багаторічну допомогу в організації форуму» (2009)[3];
- подяки Президента України (2009), музейних установ за співпрацю та сприяння у їх розвитку[3].